# Manuel Galcerá Videllet
Manuel Galcerá Videllet (ur. 6 lipca 1877 w Caseres, zm. 3 września 1936 w Capones) – hiszpański duchowny katolicki, męczennik, ofiara wojny domowej w Hiszpanii w latach 1936-39, błogosławiony Kościoła katolickiego.

## Życiorys
Urodził się w 1877 roku w Caseres na granicy Aragonii i Katalonii. Wstąpił do seminarium duchownego w Saragossie. Po ukończeniu studiów przyjął święcenia kapłańskie 1 czerwca 1901 roku. W 1906 roku został członkiem Bractwa Księży Robotników (hiszp.: Hermandad de Sacerdotes Operarios). Pełnił posługę w Saragossie, Tarragonie, Cuernavace w Meksyku, Badajoz, Ciudad Real, Rzymie, Valladolid i Baezie. Po wybuchu wojny domowej w Hiszpanii 20 lipca 1936 został aresztowany przez republikańską milicję razem z Akwilinem Pastorem Cambero. Został zastrzelony 3 września 1936 roku w Capones koło Ibros na terenie diecezji Jaén wraz z 30 innymi osobami. 29 września 2020 papież Franciszek podpisał dekret o jego męczeństwie co otworzyło drogę do beatyfikacji jego i innych trzech duchownych z Bractwa Księży Robotników (m.in. Akwilina Pastora Cambero), która odbyła się 30 października 2021 roku w Tortosie,